# Fabian Picardo
Fabian Picardo, född 18 februari 1972, är en gibraltarisk politiker och jurist. Han blev vald som ledare för Gibraltar Socialist Labour Party i april 2011 och ersatte därmed den tidigare långsittande ledaren Joe Bossano för partiet. I december 2011 blev han vald till Gibraltars regeringschef och ersatte Sir Peter Caruana.

## Utbildning
Picardo föddes i en arbetarklassfamilj och gick grundskolan i Gibraltar. Han studerade på lokala Comprehensive School för att sedan studera juridik på Oriel College i Oxfords universitet.